# Confesión de Torgau

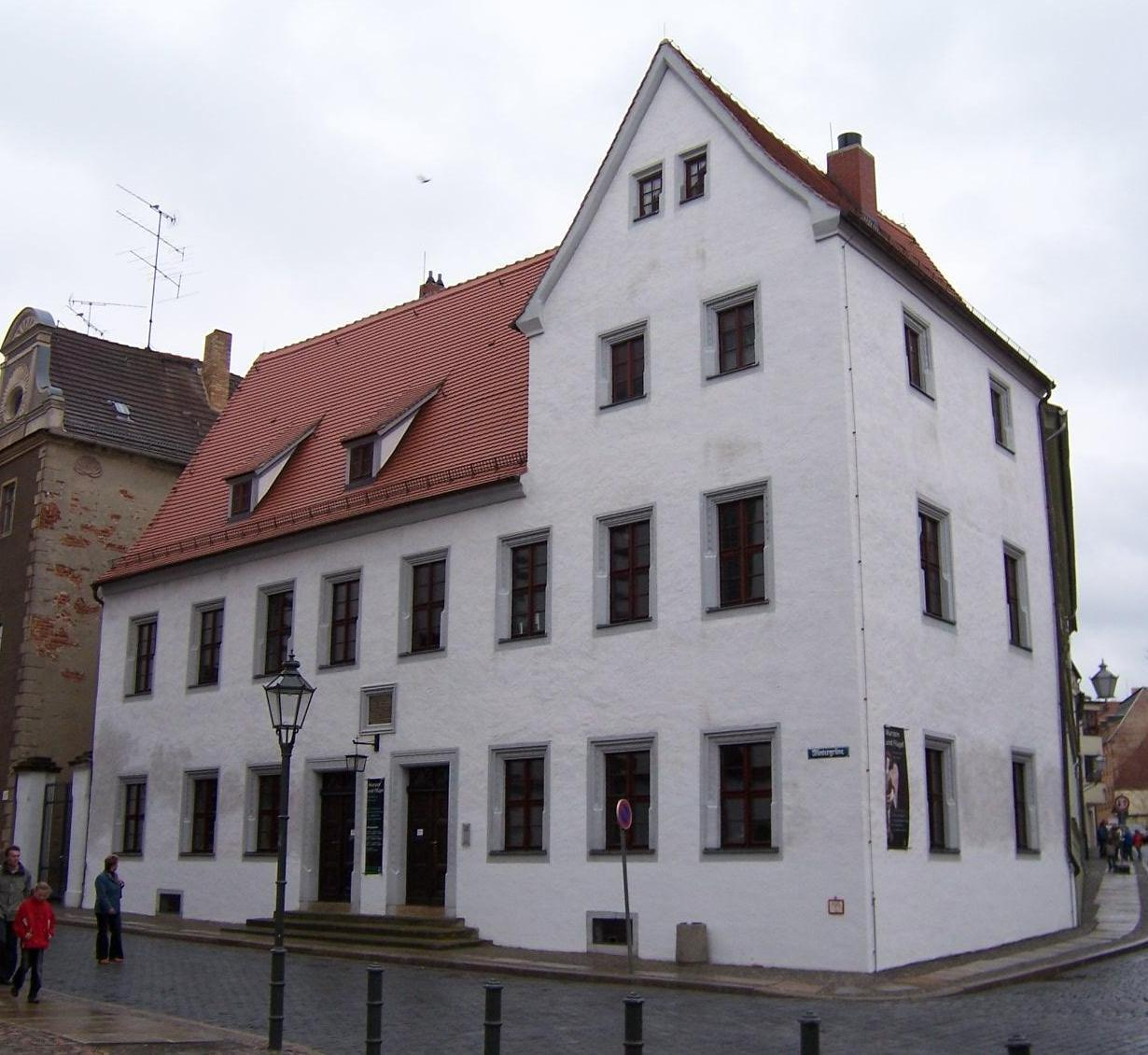
Fue en estos locales de la antigua Bailía de Torgau donde en marzo de 1530 se redactaron y firmaron las actas de la Confesión.

La confesión de Torgau, a veces artículos de Torgau o libro de Torgau, publicada en marzo de 1530, fue el anuncio por el cual la práctica religiosa se reformó en el entonces Electorado de Sajonia de la primera mitad del siglo XVI. Constituye el núcleo de la Confesión de Augsburgo, rechazada dos meses después por el emperador Carlos Quinto.

## Primera confesión de Torgau

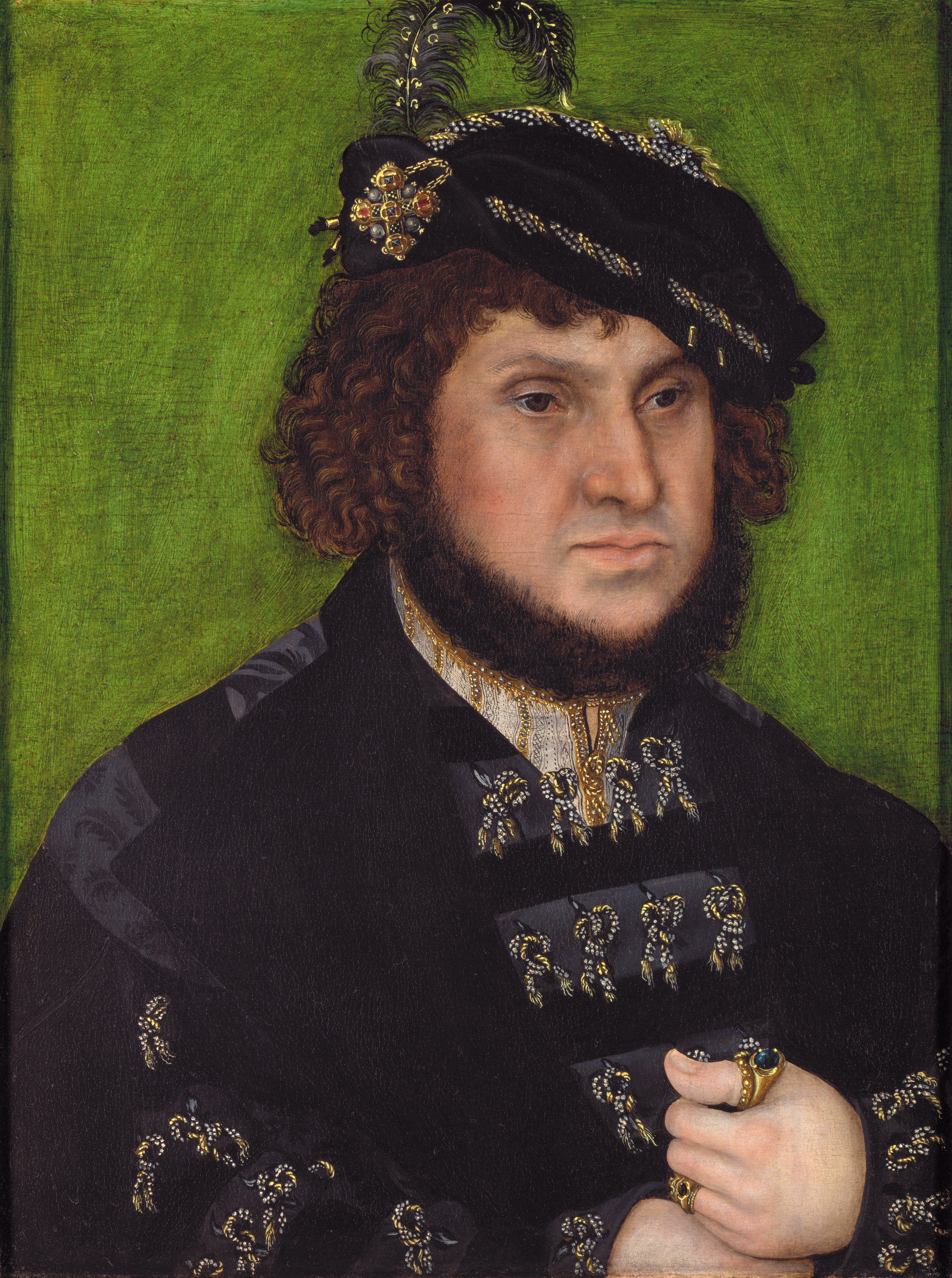
Juan de Sajonia, el Constante en 1509, obra de Lucas Cranach el Viejo

El conde Juan de Sajonia (1468-1532), elector de Sajonia de 1525 a 1532, era un firme defensor de Martín Lutero y de la Reforma protestante. En 1527 había fundado la Iglesia Evangélica-Luterana de Sajonia (Evangelisch-Lutherische Landeskirche), de la que el mismo se erigió en el primer obispo supremo (oberster Bischof). Entró en la Liga de Torgau y fue el autor (abril de 1529), junto con el landgrave de Hesse, Felipe I de Hesse, de la Protesta de Espira ante el emperador Carlos V, a raíz de la cual se empleó el término protestante.
A principios de 1530,  Juan pidió a Martín Lutero que estableciera la doctrina evangélica para sus estados: en marzo de 1530 Lutero, llegado de la vecina ciudad de Wittenberg, escribió junto a sus colaboradores Jonas, Melanchthon y Bugenhagen la «confesión de Torgau», en homenaje a la capital del príncipe gobernante de la casa de Wettin. Este texto se presentó a finales de marzo al emperador, que convocó la Dieta de Augsburgo en el mes de junio siguiente. El texto de la confesión de Torgau se incorporó a la Confesión de Augsburgo (de la que constituyó los artículos 22 a 28).
En 1530, también con Felipe de Hesse, Juan organizó la Liga de Esmalcalda —con la adhesión de los Estados de Sajonia-Anhalt, Bremen, Brunswick-Luneburgo, Magdeburgo, Mansfeld, Estrasburgo y Ulm— con el objetivo de defender a las iglesias protestantes de los ataques del emperador y en 1531 arman un ejército de 10 000 hombres y más de 2000 caballeros para defender los territorios protestantes de las tropas imperiales.

## Segunda confesión
En 1574, el príncipe Augusto de Sajonia, elector de Sajonia de 1553 a 1586, convocó un nuevo sínodo en Torgau, en el que participaron teólogos y parlamentarios. Se sometieron a votación treinta nuevos artículos, a los que los electores debían responder uno a uno sí o no. Sin embargo, la redacción de los artículos no convenía a los Philippistes, herederos de la tradición iniciada por Philippe Melanchthon, por lo que rehusaron participar en la votación. Por ello fueron desde entonces estigmatizados como calvinistas y posteriormente serían expulsados del Electorado de Sajonia.